# Marche (Frankreich)

Provinzen Frankreichs (1477). La Marche zentral in dunklem Grün.

Die Marche ist eine historische Provinz in Mittelfrankreich – heute ungefähr mit dem Département Creuse identisch. Man unterscheidet die Haute-Marche um Guéret und die Basse-Marche um Bellac. Die Grafschaft war im Besitz des Hauses Lusignan, bevor sie 1308 (endgültig 1527) an die Domaine royal fiel.

## Grafen von La Marche

Gebiet der Grafschaft Marche

### Haus Périgord
- 958–988: Boson I. le Vieux (der Alte) (Graf von Périgord), ⚭ Emma von Périgord
- 988–997: Aldebert I. dessen Sohn (Graf von Périgord), ⚭ Almodis von Limoges
- 988–1010: Boson II. dessen Bruder (Graf von Périgord), ⚭ Almodis
- 1010–1041: Bernard I. Sohn Aldeberts I., ⚭ Amélie
- 1047–1088: Aldebert II. dessen Sohn, ⚭ Poncia
- 1088–1091: Boson III. dessen Sohn
- 1091–1112: Odo I. Sohn Bernards I.

### Haus Montgommery
- 1112–1177: Roger de Montgomery verheiratet mit Almodis, Tochter von Aldebert II.
- 1177–1145: Aldebert III. dessen Sohn
- 1145–1177: Aldebert IV. dessen Sohn

Aldebert IV. verkaufte seine Rechte an Heinrich II. Plantagenet für 15.000 Livres, 20 Schlachtrösser und 20 Mauleselinnen.

### Haus Lusignan
- 1200–1219: Hugo I. Nachkomme von Graf Bernard I., Sohn des Hugo von Lusignan und Orengarde (Herr von Lusignan), ⚭ Mathilde von Angoulême
- 1219–1249: Hugo II. dessen Sohn (Herr von Lusignan, Graf von Angoulême), ⚭ Isabella von Angoulême, Witwe des englischen Königs Johann Ohneland
- 1249–1250: Hugo III. dessen Sohn (Herr von Lusignan, Graf von Angoulême), ⚭ Jolanda von Bretagne
- 1250–1270: Hugo IV. dessen Sohn (Herr von Lusignan, Graf von Angoulême), ⚭ Johanna von Fougères
- 1270–1303: Hugo V. dessen Sohn (Herr von Lusignan, Graf von Angoulême), ⚭ Beatrix von Burgund
- 1303–1308: Guido I. dessen Bruder (Herr von Lusignan, Graf von Angoulême)
- 1308–1314: Jolanda I. dessen Schwester (Herrin von Lusignan)

Nach dem Tod Jolandas annektierte König Philipp IV. deren Besitzungen. Die Grafschaft La Marche gab er als Paragium an seinen jüngeren Sohn.

### Kapetinger
- 1314–1322: Karl der Schöne, 1322 als Karl IV. König von Frankreich

Bei seiner Thronbesteigung wurde die Grafschaft La Marche Teil der Domaine royal. Weihnachten 1327 gab er die Grafschaft an Ludwig von Bourbon im Austausch gegen die Grafschaft Clermont-en-Beauvaisis.

### Bourbonen
- 1327–1342: Ludwig I. (der Große), Herzog von Bourbon, ⚭ Maria von Hennegau
- 1341–1362: Jakob I. dessen jüngerer Sohn, ⚭ Jeanne de Châtillon
- 1362–1393: Johann I. dessen Sohn, ⚭ Catherine de Vendôme
- 1393–1438: Jakob II. dessen Sohn, ⚭ I Béatrice d'Evreux, ⚭ Johanna II., Königin von Neapel

### Haus Lomagne
- 1438–1462: Bernard d’Armagnac Graf von Pardiac und La Marche, Herzog von Nemours, ⚭ Éléonore de Bourbon, Tochter von Jacques II. und Béatrice d'Évreux
- 1462–1477: Jacques d’Armagnac, Graf von Pardiac und La Marche, Herzog von Nemours, Teilnehmer an der Ligue du Bien public; ⚭ Louise d'Anjou
- 1477 wurde Jacques d'Armagnac wegen Hochverrats verurteilt; sein Besitz wurde von König Ludwig XI. eingezogen. La Marche gab er seinem Schwiegersohn Pierre II. de Beaujeu.

### Bourbonen
- 1477–1503: Pierre II. de Beaujeu, Graf von Beaujeu, La Marche, Herzog von Bourbon, ⚭ Anne de France
- 1505–1525: Charles de Bourbon-Montpensier, Graf von Montpensier, Herzog von Bourbon, Graf von Beaujeu, La Marche und Forez, Connétable von Frankreich, ⚭ Suzanne de Bourbon, Tochter von Pierre II. und Anne de France